# Careggine
Careggine ist eine italienische Gemeinde in der Provinz Lucca in der Toskana mit 503 Einwohnern (Stand 31. Dezember 2023).

## Geografie

Lage von Careggine in der Provinz Lucca

Careggine liegt in der Garfagnana in einem Nebental des Serchio. Die Gemeinde gehört zum Naturpark Apuanische Alpen. Sie liegt etwa 84 km nordwestlich der Regionalhauptstadt Florenz und 34 km nordwestlich der Provinzhauptstadt Lucca in der klimatischen Einordnung italienischer Gemeinden in der Zone F, 3 512 GG.
Wichtige Gewässer im Gemeindegebiet sind die Torrenti Turrite Secca (6 von 21 km im Gemeindegebiet) und Edron (3 von 8 km). Beide sind rechte Nebenflüsse des Serchio. Der Edron durchfließt vorher den Stausee Lago di Vagli, der zum Teil zum Ortsgebiet gehört.
Zu den Ortsteilen (frazioni) gehören Capanne (840 m, ca. 30 Einwohner), Colli (924 m, ca. 30 Einwohner), Isola Santa (550 m, ca. 25 Einwohner), Le Coste (800 m, ca. 25 Einwohner), Pierdiscini (1077 m, ca. 60 Einwohner) und Porreta (952 m, ca. 50 Einwohner). Der Hauptort Careggine hat ca. 300 Einwohner. Ein ehemaliger Ortsteil ist Fabbriche di Careggine.
Die Nachbargemeinden sind Camporgiano, Castelnuovo di Garfagnana, Molazzana, Stazzema und Vagli Sotto.

## Geschichte
Im Ortsteil Isola Santa wurden bei Grabungen 1976/77 alt- und mittelsteinzeitliche Steinwerkzeuge gefunden.

## Sehenswürdigkeiten
- Pieve di San Pietro, Pieve im Ortszentrum, die bereits im Jahre 845 dokumentiert wurde und 995 zur Pieve wurde.
- Chiesa di San Jacopo, ehemalige Kirche im Ortsteil Isola Santa.

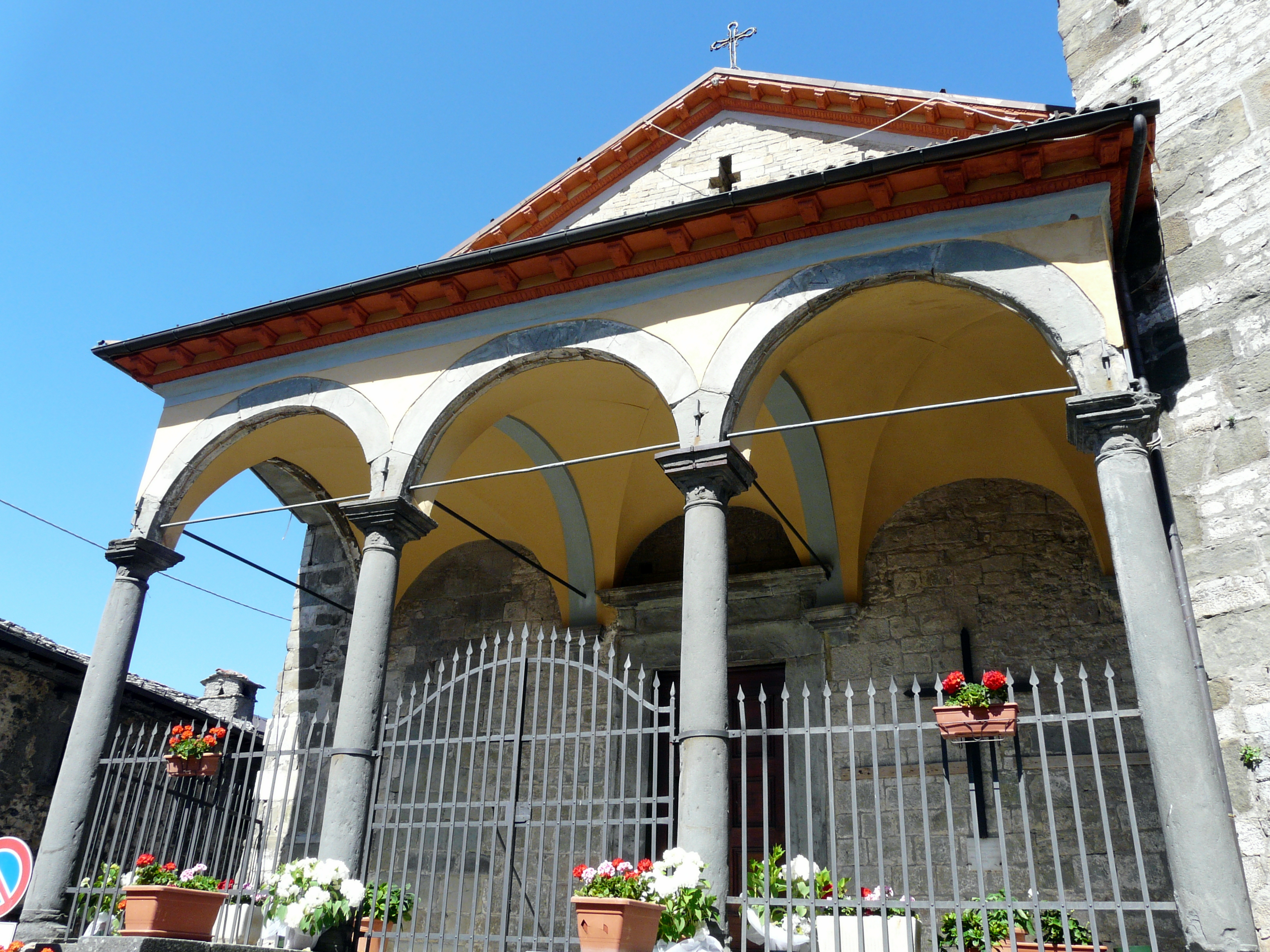
Fassade der Pieve San Pietro
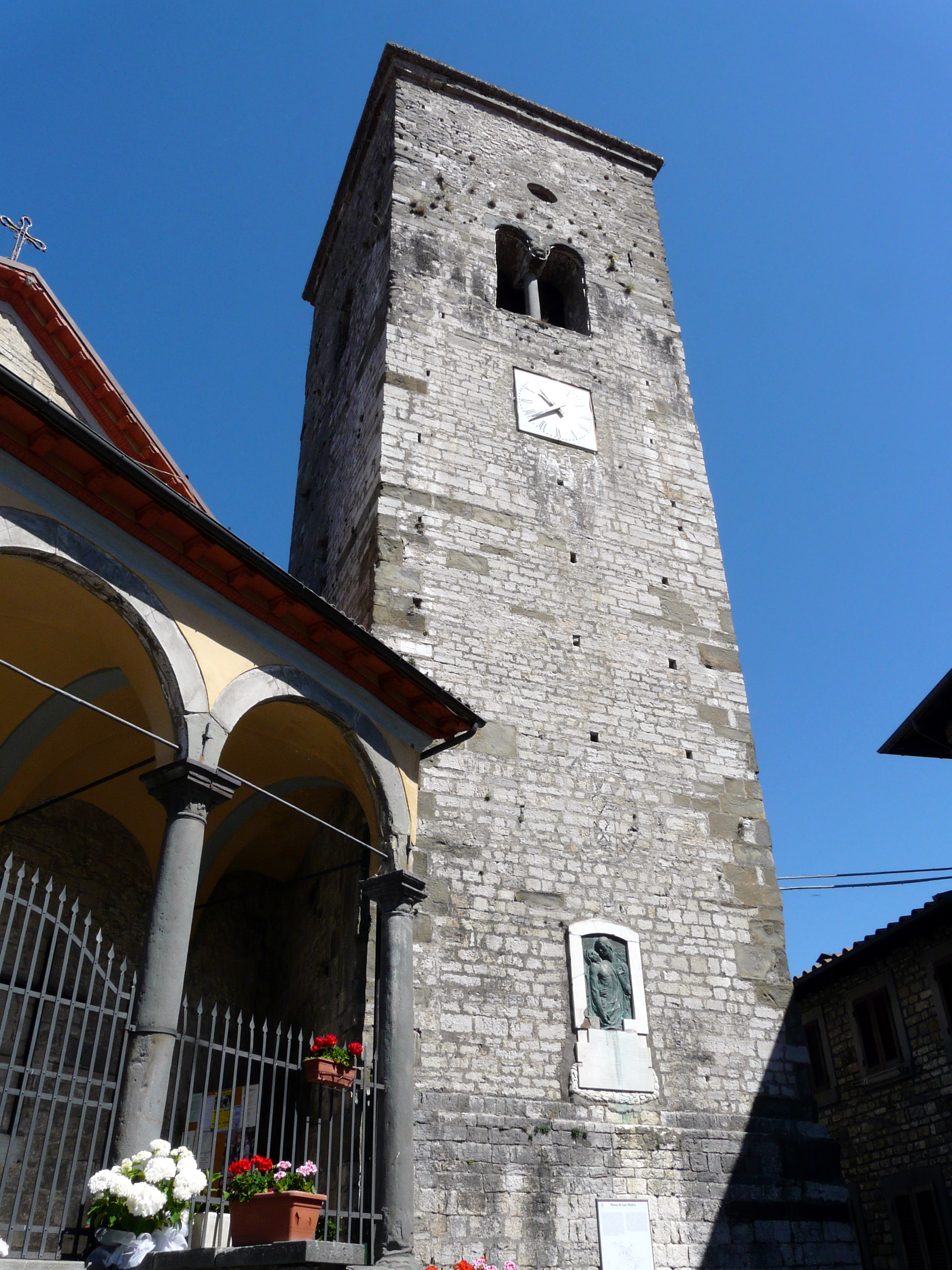
Der Campanile der Pieve San Pietro
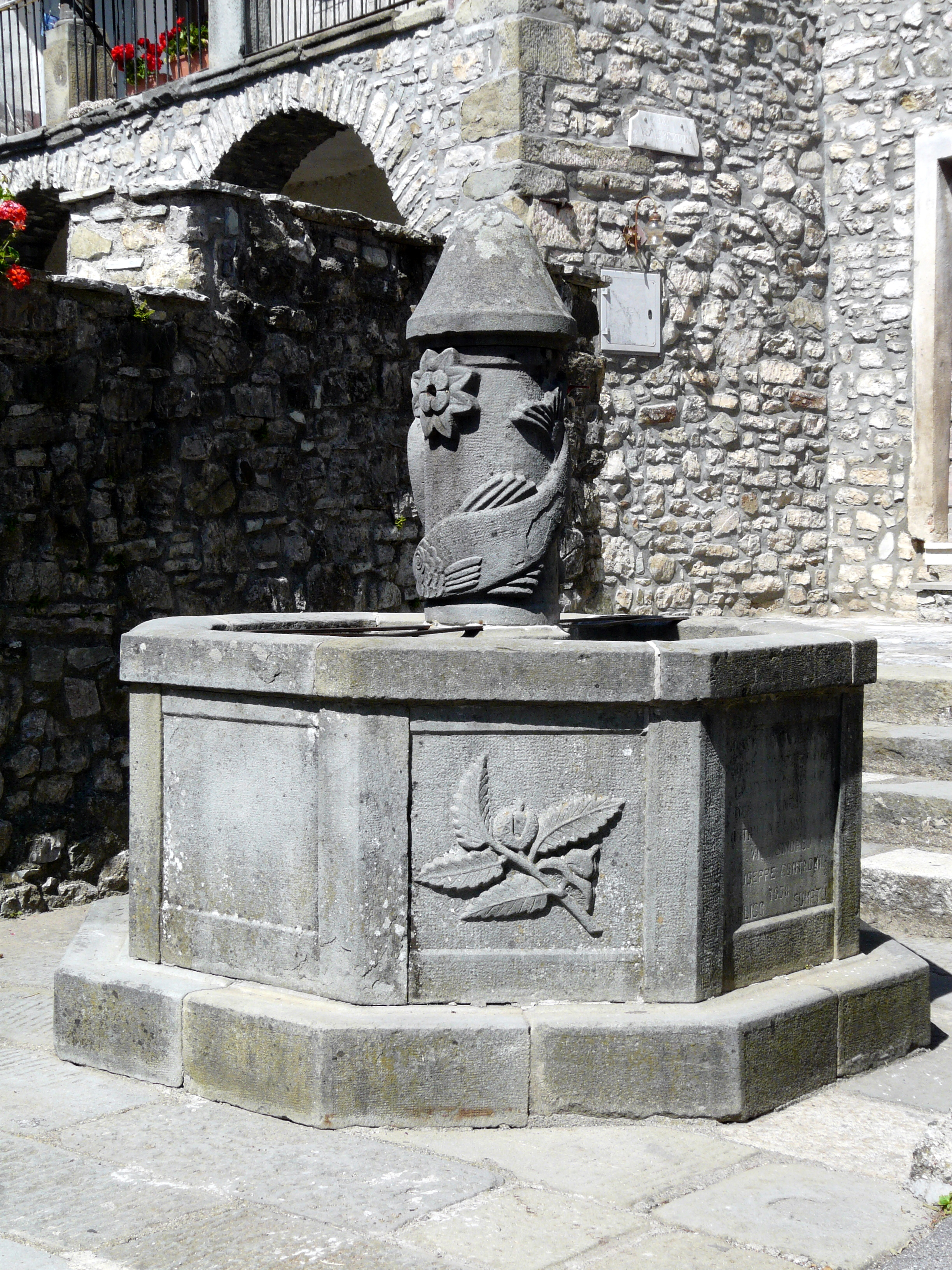
Brunnen in Careggine
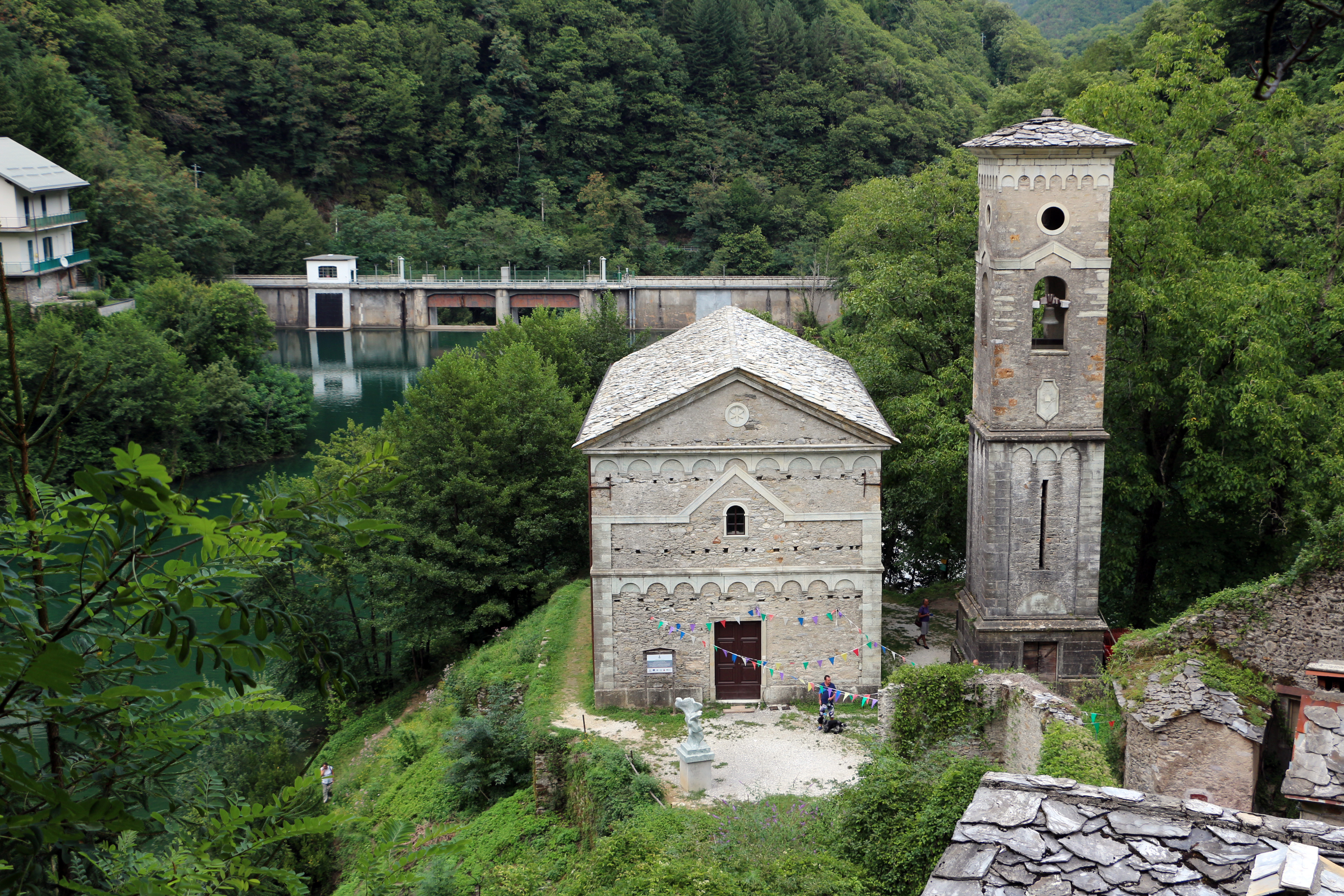
Die Kirche San Jacopo in Isola Santa
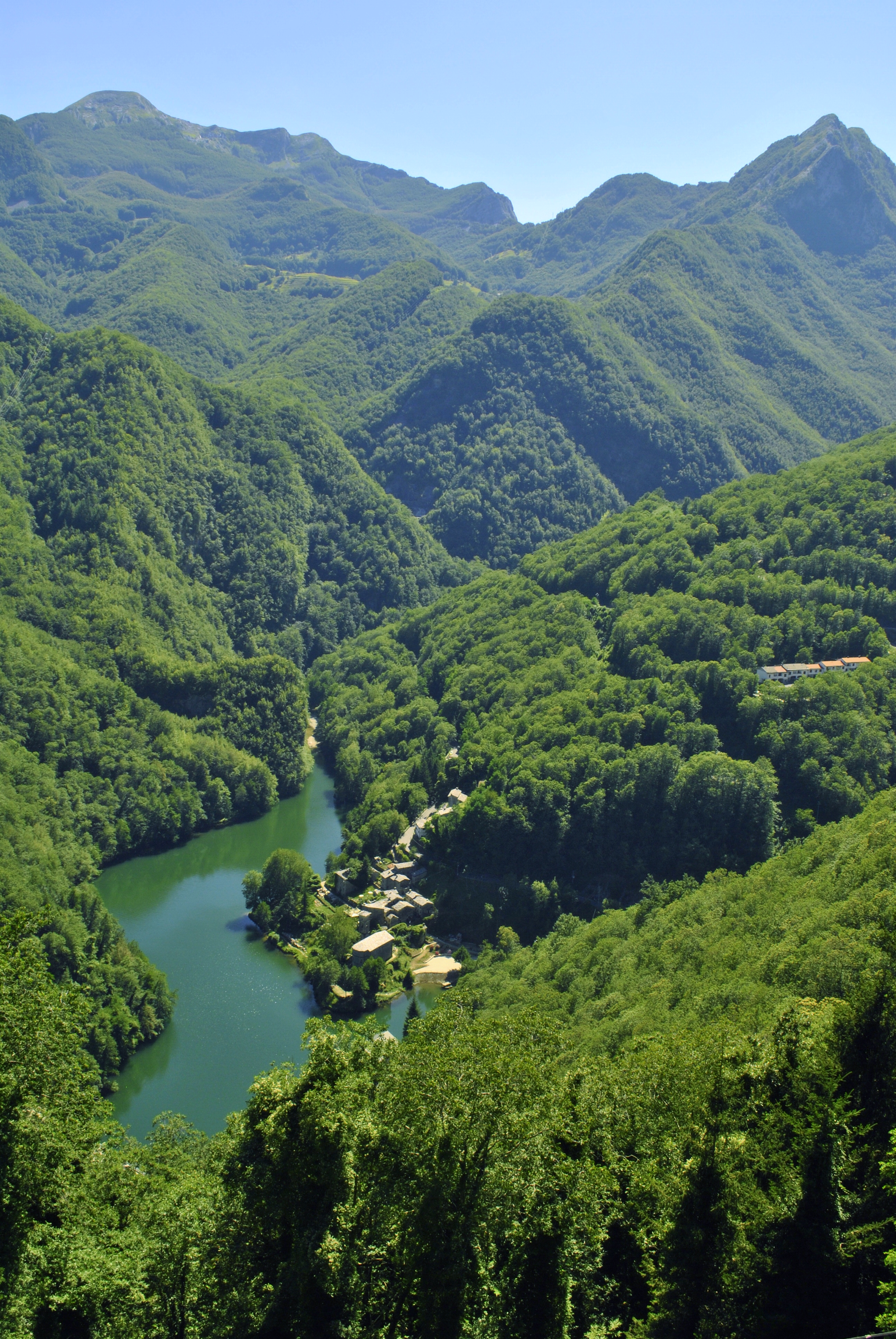
Isola Santa und die Apuanischen Alpen

## Söhne und Töchter der Gemeinde
- Adriano Tardelli (1896–1945), antifaschistischer Widerstandskämpfer
- Marco Tardelli (* 1954), Fußballspieler und -trainer